# Serrure
Une serrure est un mécanisme de fermeture (d’une porte, d’un véhicule) qui ne peut être ouvert que par une clef ou une combinaison correspondante.

## Histoire

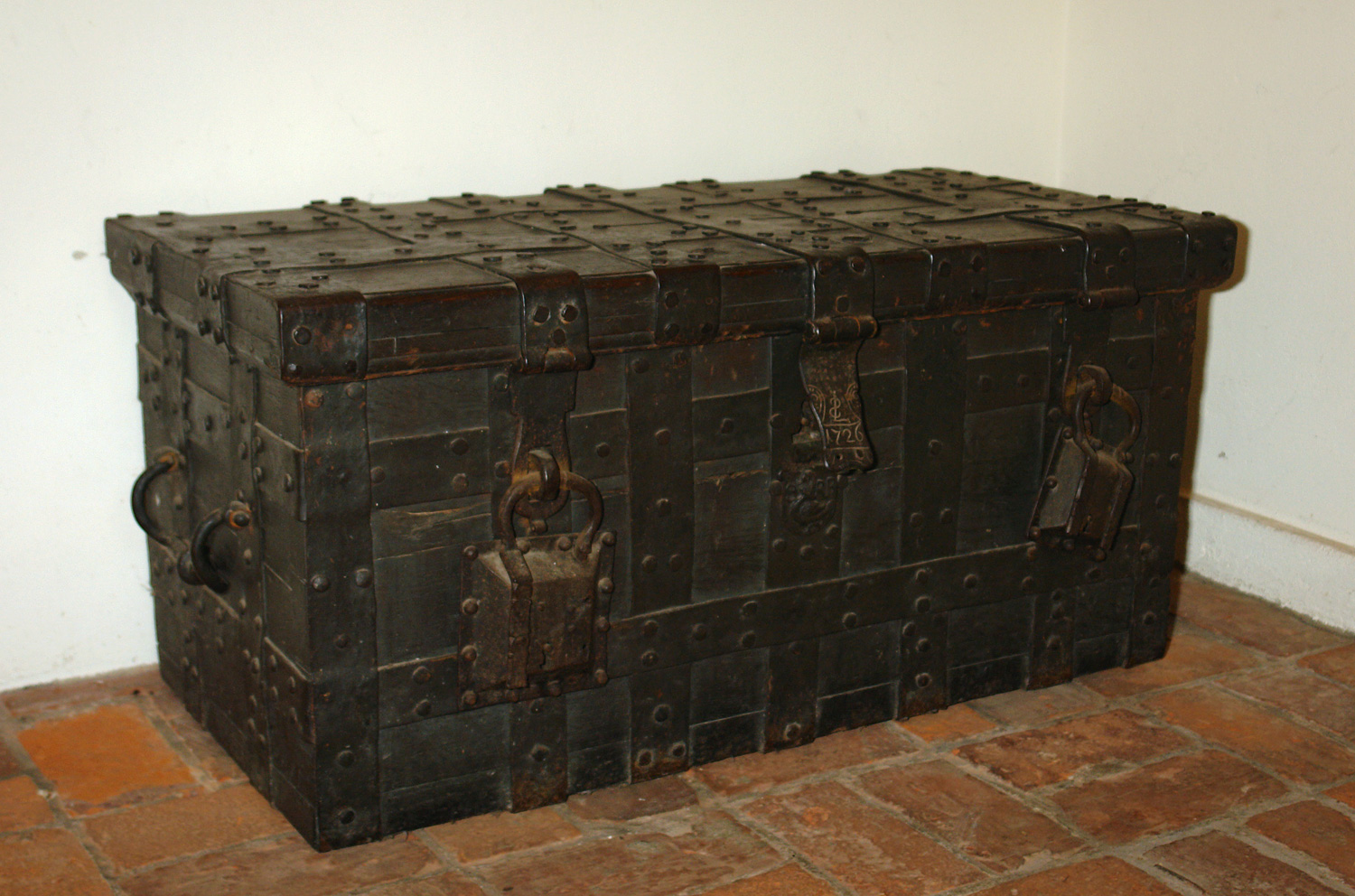
Coffre médiéval équipé d'une serrure à moraillon.

L’invention de la serrure a suivi logiquement celle du verrou apparue lors de la sédentarisation au Néolithique.
- Les premières portes ont été sécurisées par l’invention du verrou[2], simple tige de bois (le pêne) poussée dans une ouverture dans le montant fixe (la gâche). Les Égyptiens inventèrent le verrou à loquet tombant apparu il y a 7 000 ans[3].
- Ce verrou étant facilement manipulable, on eut l’idée de bloquer celui-ci par une cheville mobile de bois : c’est la naissance de la serrure.
- Pour déverrouiller cette cheville, on fabriqua un outil comportant une dent (tige de fer) qui permettait de soulever la cheville. Puis, par déduction, on comprit alors que si cette tige avait plusieurs dents, elle pourrait soulever plusieurs chevilles : la clé était née.

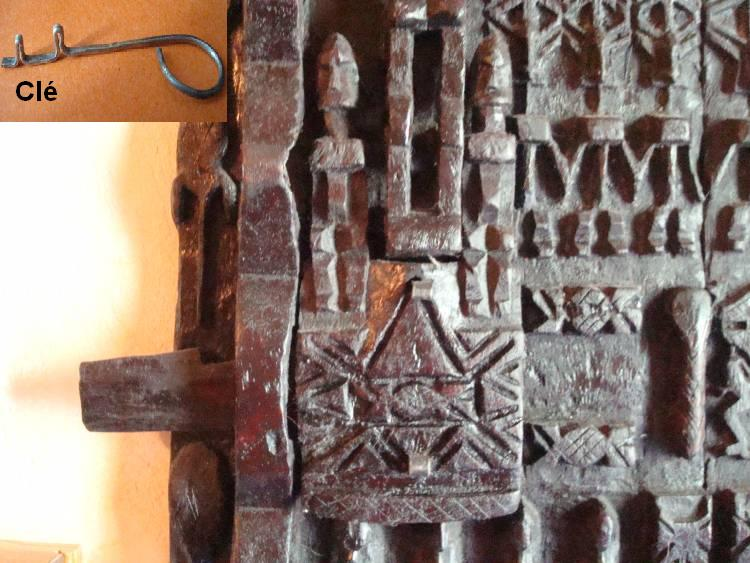
Serrure de porte de grenier Dogon (Mali) et sa clé.

Il y a 4 500 ans, à l'Âge du bronze, sont apparues les premières serrures métalliques qui pouvaient être fixées à la face intérieure de la porte et, avec une clé de bronze, être fermées de l'extérieur à travers un trou, « le trou de la serrure ». La serrure néolithique celtique en métal (bronze, cuivre) évolue avec l'apparition de la clé à ressort puis de celle par retrait de lames à ressort et translation. Les Romains étaient déjà au fait du travail du fer et du forgeage des métaux et c'est à l'époque gallo-romaine que seront inventées la serrure dite « laconienne » puis la serrure à rotation encore utilisée.
Le dispositif est amélioré avec l'urbanisation progressive et la montée de la criminalité[réf. nécessaire]. Linus Yale Jr. perfectionne l’invention de son père, Linus Yale Sr., la serrure cylindrique à goupilles et dépose en 1861 un brevet pour la première serrure cylindrique équipée d’une clef plate crantée, similaire à celles que l’on utilise aujourd’hui.
Le forgeron-serrurier était appelé « Fèvre » (du latin faber qui signifie forgeron). Par extension, travaillant l’or ce forgeron devint orfèvre.

### La serrurerie en France -XVIIesiècle
C’est au XVIIe siècle que la serrurerie devient un art : l’artisan serrurier était alors seul maître de son art selon les règles corporatives édictées en 1650 sous le règne de Louis XIV et en vigueur jusqu'à la fin de l'Ancien régime. À cette époque les premiers ateliers de serrurerie voient le jour, notamment dans le Vimeu en Picardie qui devint le berceau de la serrurerie en France.

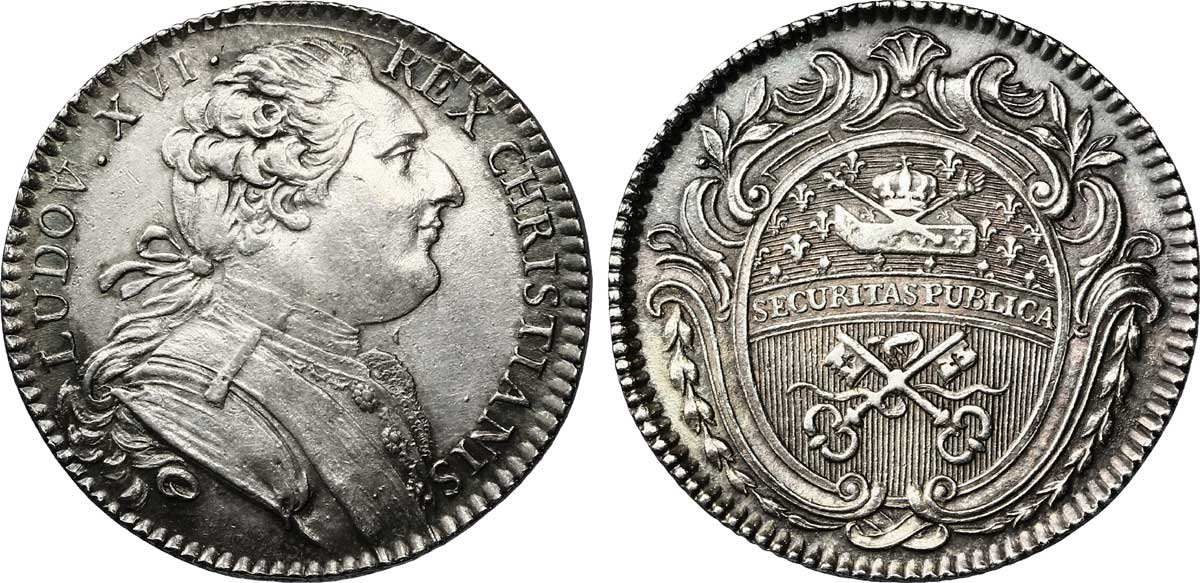
Jeton de la corporation des serruriers. La profession de serrurier a été l'objet d'une discipline très sévère dans tous les temps en raison de la gravité exceptionnelle des conséquences des abus ou de la négligence de ses membres.

### Saint Éloi
Saint Éloi est généralement considéré comme le saint patron des ouvriers qui se servent d'un marteau, donc d'un très grand nombre de professions, parmi lesquelles les serruriers.

Éloi, (Eligius en latin), apprend au début du VIIe siècle sous la direction d'Abbon, maître de la monnaie de la ville de Limoges, la profession d'orfèvre et de monnayeur, où il ne tarde pas à exceller. Sa grande probité et sa piété le conduisent à la cour du roi Dagobert Ier avec la fonction de ministre des finances et à devenir évêque de Noyon.

## Types de serrures

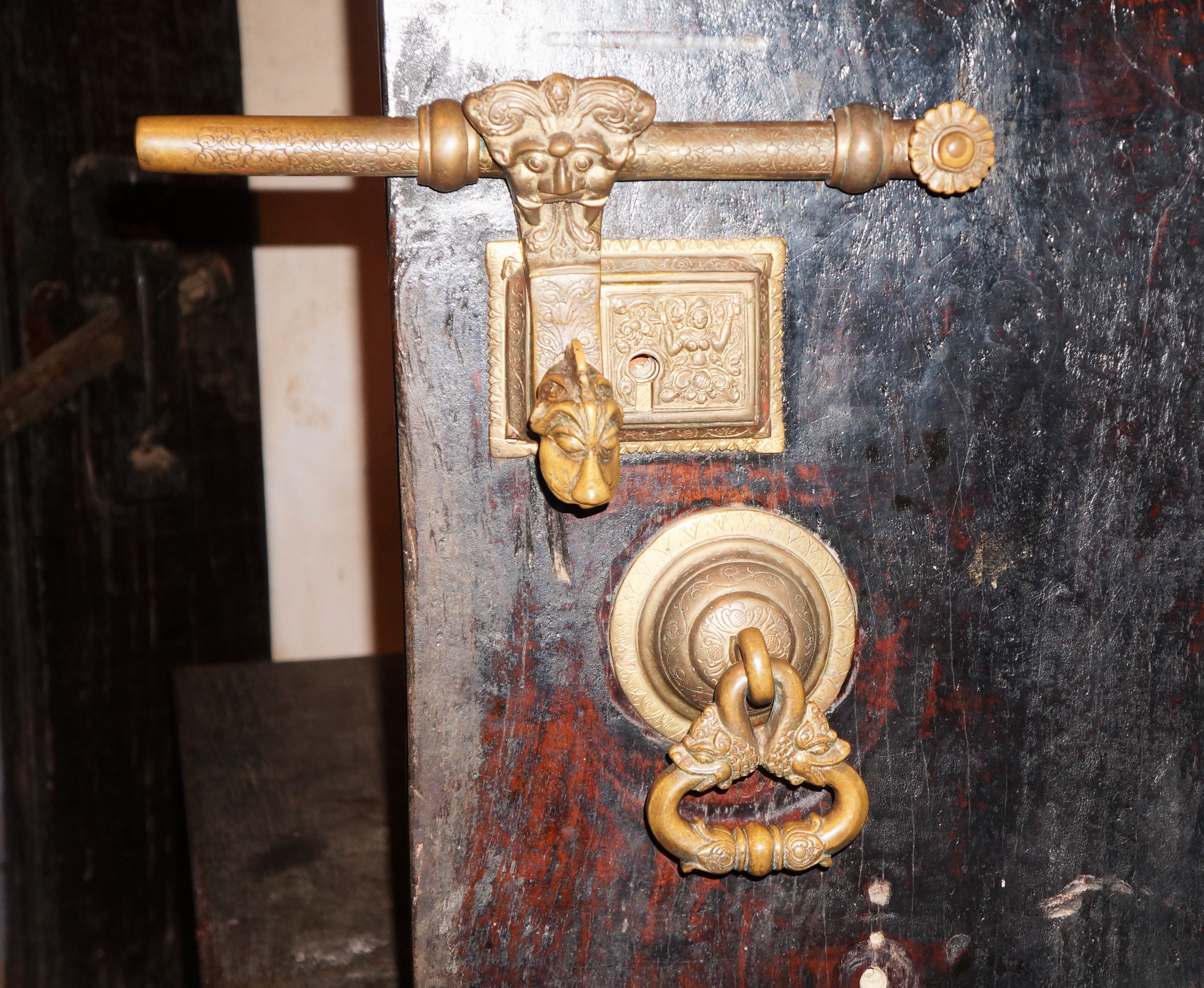
Serrure du temple Embekka Devalaya à Kandy (Sri Lanka).

Il existe différents types de serrures :
- La serrure batteuse est une serrure simple dont le fonctionnement repose sur un pêne qui se bloque dans une gâche grâce à la rotation d'une clé. Elle est souvent utilisée pour sécuriser des accès restreints tels les boîtes aux lettres ou les armoires ;
- La serrure biométrique est un système qui utilise les mesures d'empreinte, de rétine, de contour des mains ou tout autre mécanisme ayant pour clé principale un trait unique à une personne (on pourrait penser à l'empreinte vocale, l'adn, etc.) pour identifier les personnes dont l'accès est autorisé ;
- La serrure à combinaison ;
- La serrure à crémone est un élément de fermeture ;
- La serrure à disque est une serrure qui utilise des disques rotatifs comme mécanisme de déverrouillage au lieu de goupilles (notamment pour les serrures à combinaison) ;
- La serrure à garnitures utilise des pièces de métal fixes (les garnitures) dont la disposition doit correspondre au motif du panneton de la clef afin que celle-ci puisse tourner ;
- La serrure à gorges est équipée de pièces métalliques montées sur un pivot (les gorges), levés à une certaine hauteur par la rotation du panneton de la clef ;
- La serrure à goupilles, encore appelée serrure de Yale (du nom de son inventeur), utilise une série de goupilles (broches) de différentes tailles, pour bloquer l’ouverture sans l’introduction de la clef correspondante ;
- La serrure à moraillon ;
- La serrure tubulaire est un type de serrure dans laquelle les goupilles sont disposées de façon circulaire par rapport au cylindre ;
- La serrure à pompe, souvent appelée serrure de sécurité, est un mécanisme cylindrique muni de plusieurs ailettes indépendantes coulissant suivant l'axe du cylindre ;
- La serrure à secret ou serrure à piège et à secret est une serrure dont le fonctionnement de l’ouverture est seul connu du propriétaire.

## Galerie

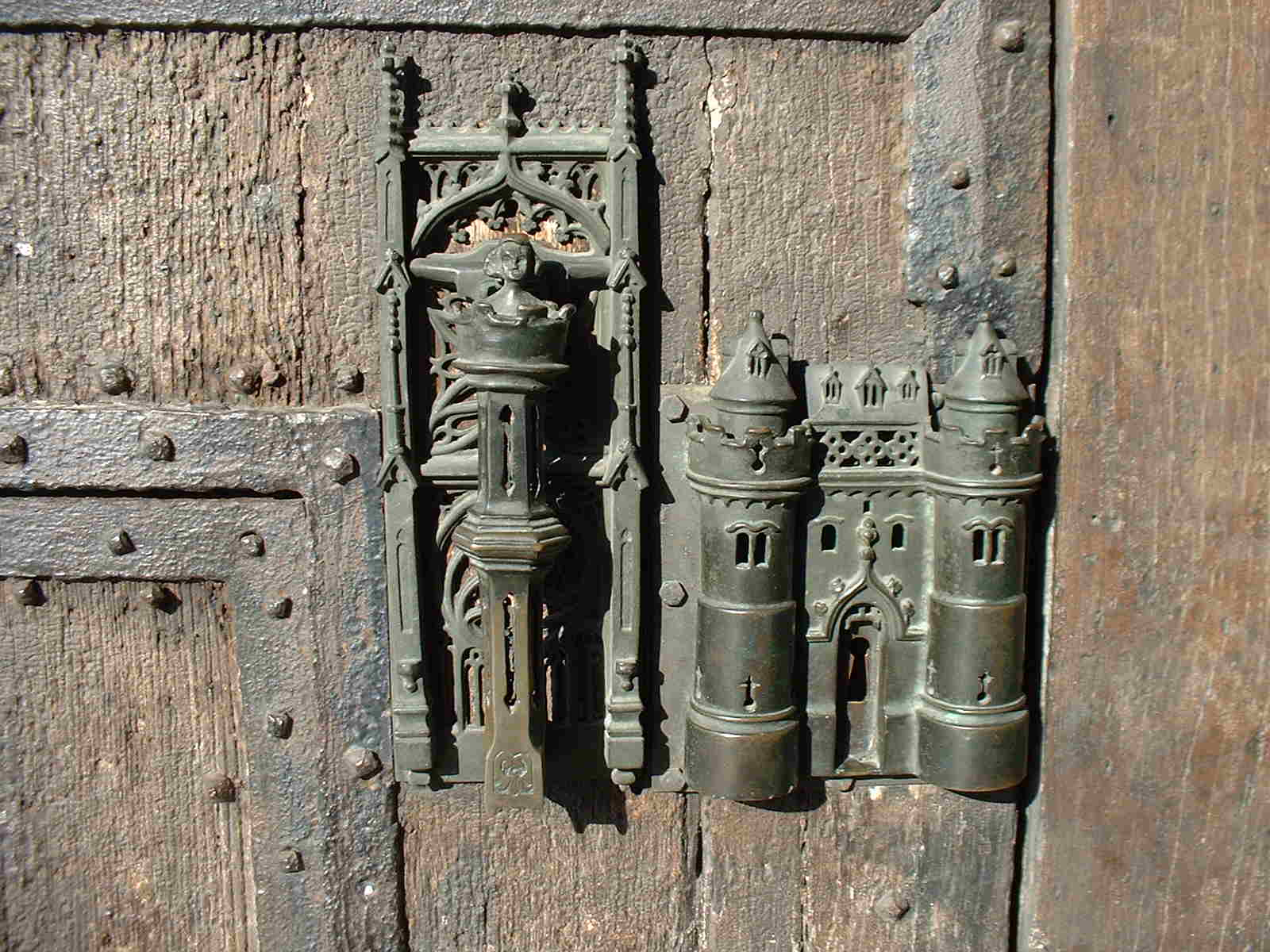
Serrure de l'hôtel de ville de Mons en Belgique.
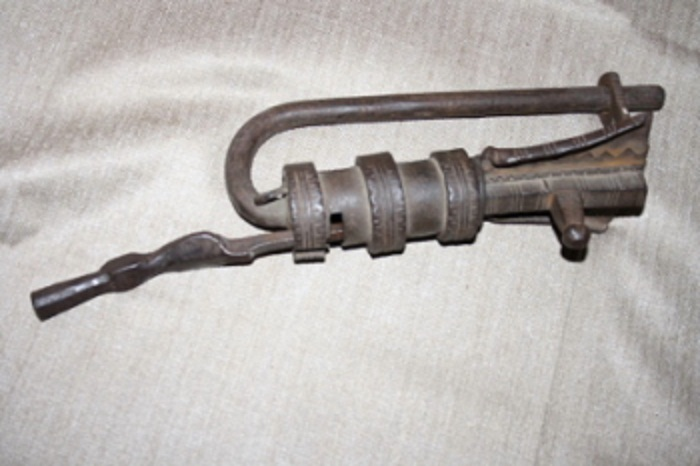
Serrure de temple tibétain.
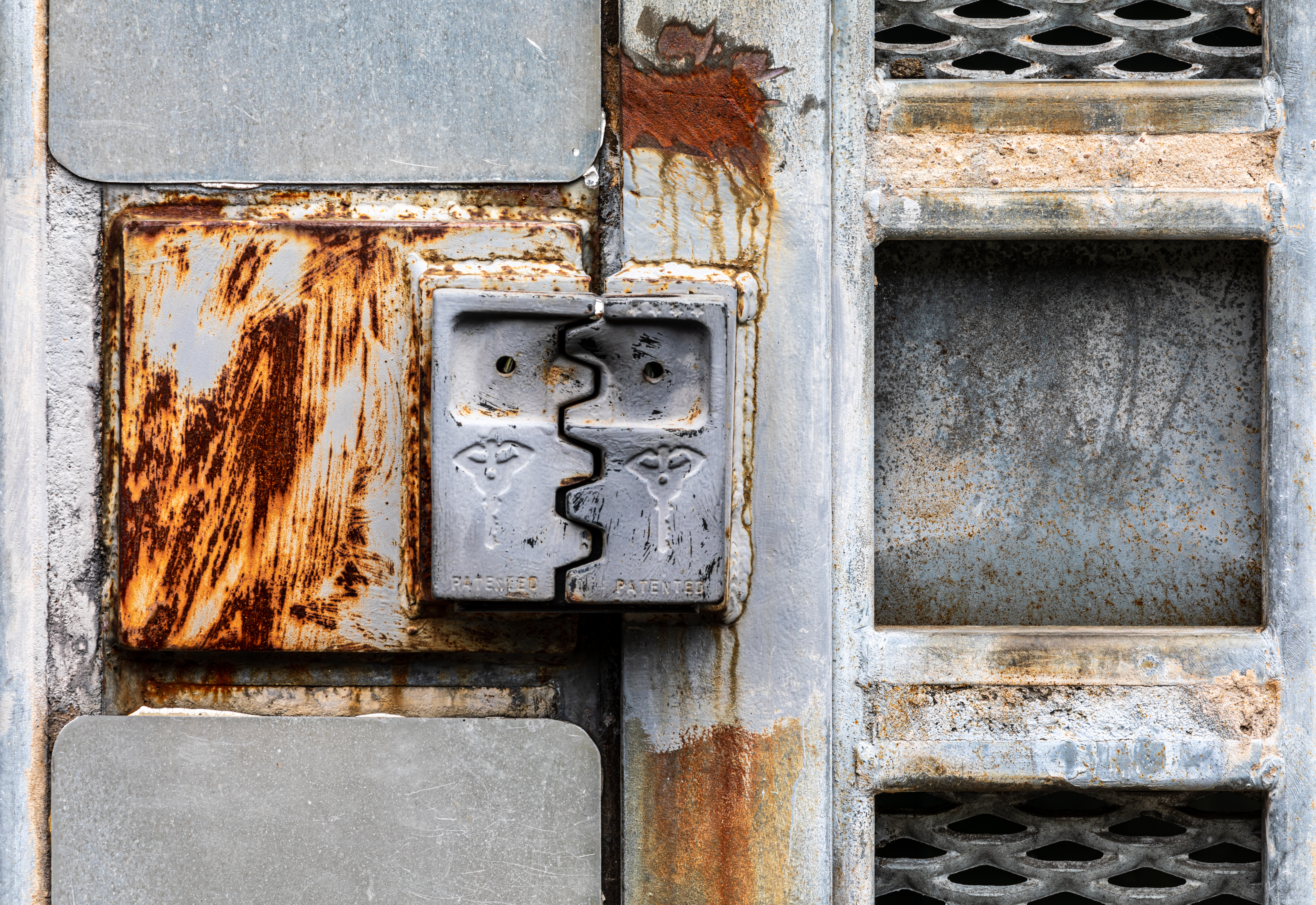
Serrure d'un bunker de l'armée américaine dans un dépôt de munitions en Rhénanie-du-Nord-Westphalie, Allemagne. Juillet 2020.
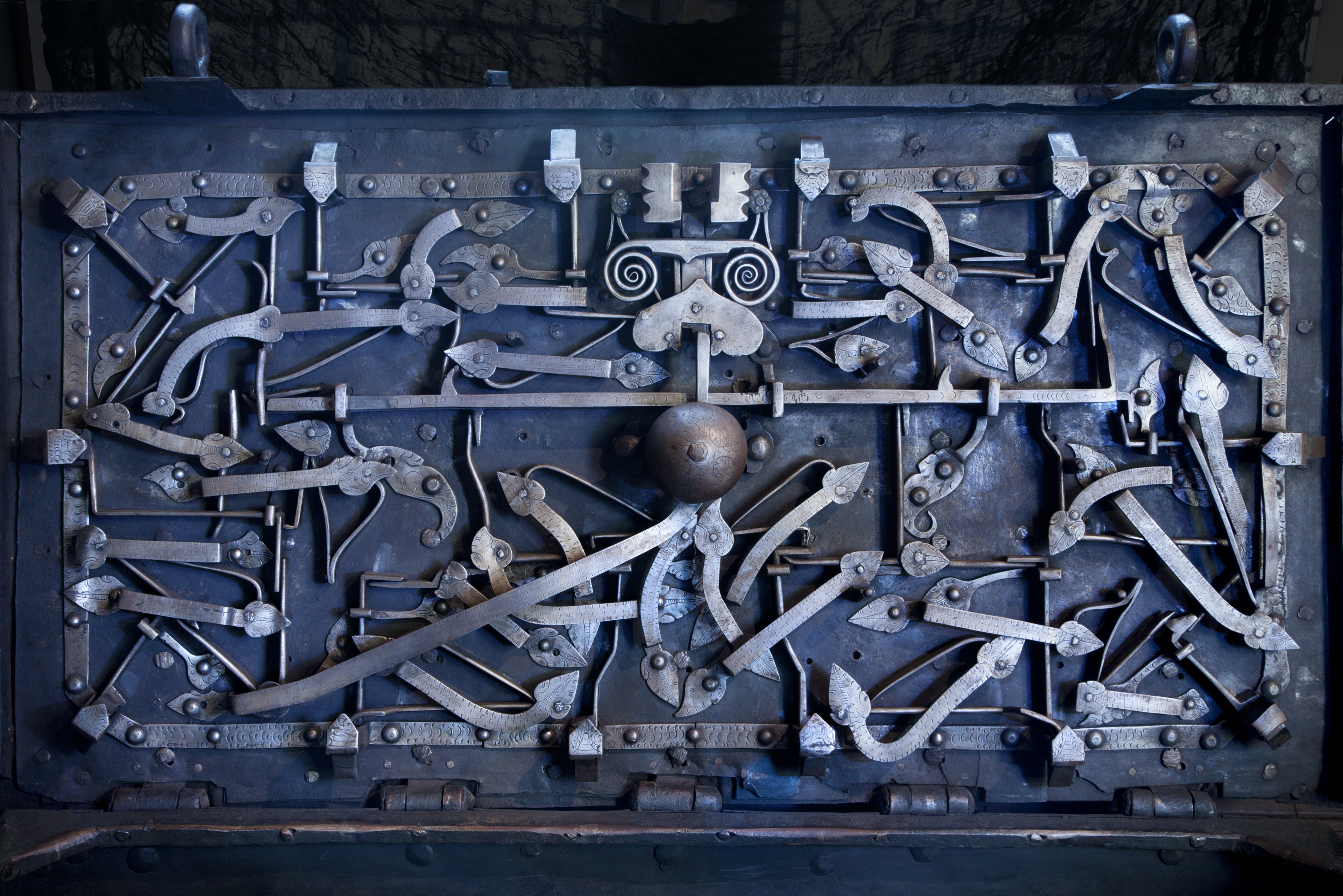
Mécanisme de serrure en fer au Merton College (Oxford), Royaume-Uni. Octobre 2010.
Autopsie d'une serrure.
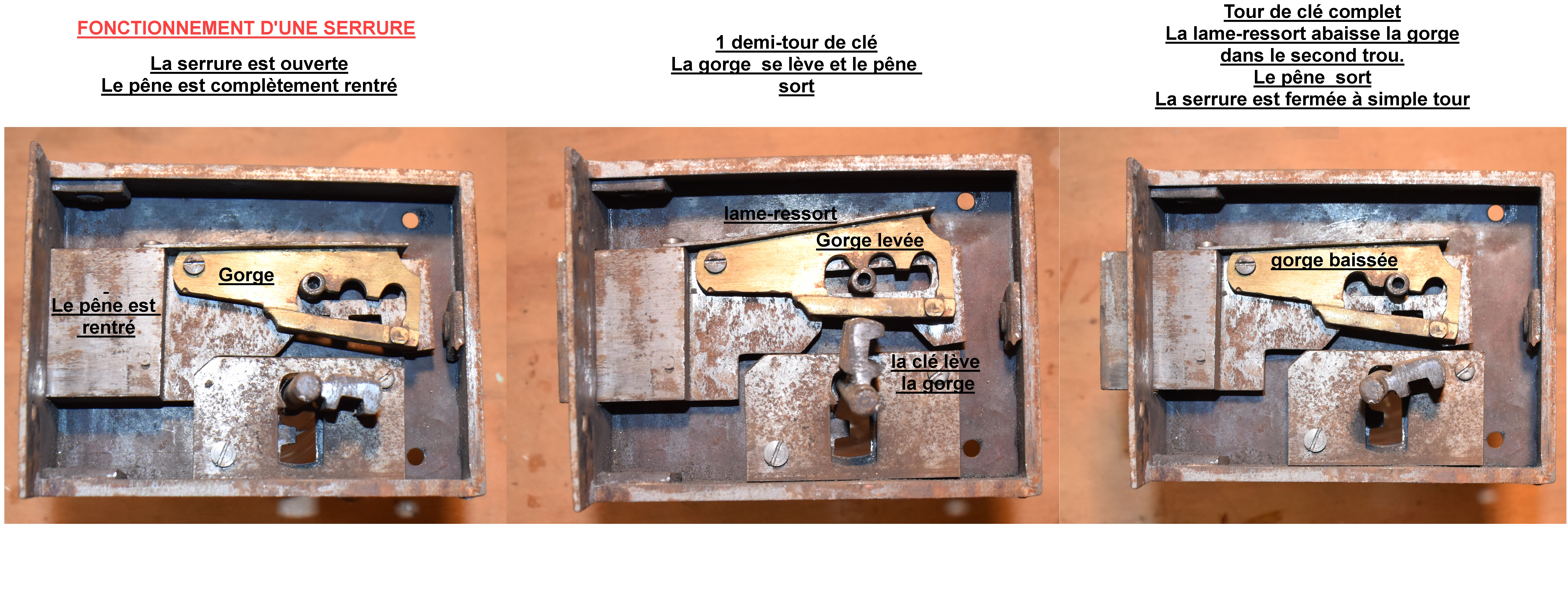
Principe de fonctionnement d'une serrure.